# 안토니 에르난데스
안토니 윌리암 에르난데스 곤살레스(스페인어: Anthony William Hernández González, 2001년 10월 11일 ~ )는 코스타리카의 축구 선수로 포지션은 공격수이다. 현재 코스타리카 프리메라 디비시온의 클럽인 푼타레나스 FC에서 활약하고 있다.